# Moulines (Calvados)
Moulines è un comune francese di 254 abitanti situato nel dipartimento del Calvados nella regione della Normandia.

## Società

### Evoluzione demografica
Abitanti censiti